# Al-Aqsa Internationale Stichting
De Al-Aqsa Internationale Stichting (Engels: al-Aqsa International Foundation) is naar eigen zeggen een liefdadigheidsinstelling die humanitaire projecten in de Palestijnse gebieden ondersteunt. De naam van de stichting verwijst naar de Al-Aqsamoskee in Jeruzalem.
De stichting wordt gezien als een terroristische organisatie door onder meer de Verenigde Naties, de Europese Unie, de Verenigde Arabische Emiraten, Australië, Canada en het Verenigd Koninkrijk.
De Al-Aqsa Internationale Stichting heeft z'n basis in de Westelijke Jordaanoever. De stichting werkt onder verschillende namen waaronder: Al-Aqsa Foundation, Al-Aqsa Charitable Foundation, Sanabil al-Aqsa Charitable Foundation, Al-Aqsa Sinabil Establishment, Mu'assa al-Aqsa al-Khayriyya, Mu'assa Sanabil Al-Aqsa al-Khayriyya en Charitable Society to Help the Noble al-Aqsa. De Verenigde Staten, de Europese Unie en individuele landen binnen Europa verdenken de stichting ervan geld door te sluizen naar Hamas onder het mom van van humanitaire hulp. Het officiële doel van de Al-Aqsa Internationale Stichting is het verbeteren van de leefomstandigheden van Palestijnen en het bieden van humanitaire hulp aan Palestijnen die wonen in de Palestijnse gebieden. De stichting is afhankelijk van donaties door particulieren.
Het hoofdkantoor van de Al-Aqsa Internationale Stichting was tot medio 2002 gevestigd in Aken, Duitsland. Op 31 juli 2002 werd het kantoor gesloten door de Duitse autoriteiten. In Aken stond de stichting onder leiding van Mahmoud Amr, deze Amr is een bekende figuur binnen Hamas. De stichting heeft voor zover bekend vestigingen in Nederland, Denemarken, België, Zweden, Pakistan, Zuid-Afrika en Jemen. De Nederlandse vestiging bevindt zich in Heerlen , de Belgische in Brussel. In Nederland werkt de stichting onder de naam: Stichting Al-Aqsa Nederland. De Europese Unie kwalificeerde de Al-Aqsa International Foundation in 2002 als terroristische organisatie, in 2009 gold de stichting nog steeds al zodanig. Hierdoor zijn werkzaamheden en/of handel voor en door de stichting verboden en zijn alle tegoeden bevroren. In mei 2003 bestempelde de U.S. Treasury Department in de Verenigde Staten de stichting als een internationale terreurorganisatie, hierdoor zijn ook in Amerika alle rekeningen van de stichting geblokkeerd en is werken voor of handel drijven met de Al-Aqsa stichting illegaal. Sinds 9 april 2003 staat de Al-Aqsa Internationale Stichting ook op de Nederlandse lijst van terroristische organisaties. De stichting valt onder Sanctieregeling terrorisme 2007-II.